# Charadrahyla altipotens
La rana arbórea de vientre amarillo (Charadrahyla altipotens) es una especie de anfibios de la familia Hylidae. Es endémica de México.
Sus hábitats naturales incluyen bosques tropicales o subtropicales secos y a baja altitud, montanos secos y ríos. Está amenazada de extinción por la destrucción de su hábitat natural.

## Apariencia
La rana adulta mide 6.9 a 7.5 cm de largo.  Su piel es de color marrón claro, verde claro o verde oscuro en la espalda. Esta rana puede cambiar de color y verse marrón oscuro. Esta rana puede tener manchas de color verde oscuro o marrón. Puede tener barras oscuras en las patas. Hay una raya marrón clara sobre su boca. Hay dos rayas desde su boca hasta sus ojos sobre su cabeza. Por los lados, esta rana es de color amarillo claro. La membrana entre los dedos de los pies es de color amarillo tostado. El vientre y la garganta son amarillos. El iris del ojo es de color cobre.
Los renacuajos son marrón oscuro en color con marcas oros en sus estómagos.  Ranas juveniles son de color rojizo con rayas.
Esta rana no tiene hendiduras vocales ni sacos vocales, por lo que los científicos creen que no canta ni croa, ni siquiera cuando busca parejas.

## Reproducción
Esta rana pone huevos durante la temporada seca.  Los renacuajos crecen durante la temporada de lluvias.

## Amenazas
Esta rana es en peligro de extinción.  La Lista Roja de la UICN y el gobierno de México ambos dicen oficialmente que esta especie es en peligro.
Está amenazada de extinción por la destrucción de su hábitat natural.  Fertilizantes, pesticidas y la contaminación también matan a esta rana.

## Nombre
El nombre latino de esta rana altipotens signufica <<muy poderosa>>. Científicos  lo llamaron así por el gran tamaño de sus testículos.